# 트럼펫을 부는 백조 (영화)
트럼펫을 부는 백조(The Trumpet of the Swan)는 2001년에 발표된 애니메이션 영화로 리처드 리치가 감독했다. 트리스타 영화사가 배급하면서 1988년 퍼피 파운드의 모험(Pound Puppies and the Legend of Big Paw) 이후 처음으로 애니메이션 영화 산업에 다시 나타나게 된다. 영화는 엘윈 브룩스 화이트의 동화에 착안해서 각색했으며 목소리 없이 태어난 수컷 백조에 대해 다루고 있다. 이 백조는 예쁜 백조인 세레나에 계속 좋아하는 감정을 갖게 되지만 말하지도 못하게 된다. 이에 트럼펫을 불어 말을 못하는 자신을 표현하게 된다. 극중 목소리는 리즈 위더스푼, 제이슨 알렉산더, 세스 그린, 캐롤 버넷 등이 맡았다.

## 출연

### 주연
- 제이슨 알렉산더
- 메리 스틴버겐
- 리즈 위더스푼
- 세스 그린
- 캐롤 버넷

### 조연
- 조 맨테그나
- 디 브래들리 베이커
- 샘 지팔디
- 리틀 리처드
- 캐스 소시
- 엘리자베스 데일리
- 줄리 나단슨

## 기타
- 원작자: E.B. 화이트
- 공동제작: 리처드 리치
- 배역: 버니 반 드 야트
- 배역: 케이티 월린

## 리뷰
비평가 사이에서 그리 좋은 평은 받지 못해서 원작을 잘 살리지 못해 캐릭터 자체가 깊게 다뤄지지 못했다고 말했다. 또한 그림이나 장면에 따른 음악이 제대로 쓰이지 않았다는 비판을 많이 받기도 했다. 가장 흔했던 비판은 단연 원작에 충실하지 못했다는 것으로 관객을 더 끌어들이지 못한 이유 중 하나로 분석되고 있기도 하다. 게다가 개봉 다음주에 애니메이션 영화인 샤크가 개봉하면서 관객 확보에 실패하고 만다. 로튼 토마토의 21개의 리뷰를, 총 13%의 신선도 평가를 받았으며, 3.4/10의 가중 평균 점수를 받았다.
2001년 애니메이션 부문 목소리 연기 최우수 캐스팅상에 지명 후보로 오르기도 했다. 상은 월트 디즈니사의 《쿠스코? 쿠스코!》에 돌아간다. 하지만 대형 회사가 아닌 독립 애니메이션 회사의 작품이 지명됐다는 사실 자체로도 화제를 끌어모았다.